# Canton de Bourmont
Pour les articles homonymes, voir Bourmont.
Le canton de Bourmont est une ancienne division administrative française située dans le département de la Haute-Marne et la région Champagne-Ardenne.

## Géographie
Ce canton était organisé autour de Bourmont dans l'arrondissement de Chaumont. Son altitude  moyenne est de 454 m.

## Représentation

### Conseillers d'arrondissement (de 1833 à 1940)
| Période                                  | Période | Identité                              | Étiquette      | Qualité |
| ---------------------------------------- | ------- | ------------------------------------- | -------------- | --- |
| 1833                                     | 1836    | Frédéric Lucot (1805-1891)            |                | Propriétaire, notaire, maire de Bourmont                                                                    |
| 1836                                     | 1845    | Joseph Régnault (1792-1890)           |                | Pharmacien à Chaumont, propriétaire à Illoud                                                                |
| 1845                                     | 1848    | Jean-Pierre Romain Mutel              |                | Juge de paix à Bourmont                                                                                     |
|                                          |         |                                       |                | |
| 1886                                     | 1892    | Paul-Lucien Gauthier                  | Républicain    | Pharmacien à Bourmont                                                                                       |
| 1892                                     |         | Léon Berthel (1854-1937)              | Droite         | Avocat à la Cour d'Appel de Paris, propriétaire à Bourmont                                                  |
|                                          |         |                                       |                | |
| 1901                                     | 1913    | Charles-Alexandre Davigot (1861-1945) | Rad.           | Marchand de vins et aubergiste, maire de Romain-sur-Meuse                                                   |
| 1913                                     | 1919    | Émile Telliez                         | Rad.           | Notaire à Bourmont                                                                                          |
| 1919                                     | 1922    | Eugène-Ernest Bécus                   | Rad.           | Agriculteur à Illoud, Président du comice agricole                                                          |
| 1922                                     | 1928    | Louis Picaudé                         | Droite         | Agriculteur à Brainville-sur-Meuse                                                                          |
| 1928                                     | 1937    | Victor-Henri Thévenin (1872-1945)     | Rad.           | Cultivateur, maire de Clinchamp                                                                             |
| 1937                                     | 1940    | M. Maire                              | Droite ex-Rad. | Cultivateur                                                                                                 |
| 1940                                     |         |                                       |                | Les conseils d'arrondissement ont été suspendus par la loi du 12 octobre 1940 et n'ont jamais été réactivés |
| Les données manquantes sont à compléter. |         |                                       |                | |

### Conseillers généraux de 1833 à 2015
| Période | Période      | Identité                  | Étiquette            | Qualité |
| ------- | ------------ | ------------------------- | -------------------- | --- |
| 1833    | 1848         | Joseph Mutel              |                      | Géomètre, principal de collège à Bourmont |
| 1848    | 1852         | Jean-Pierre Romain Mutel  |                      | Juge de paix à Bourmont, conseiller d'arrondissement |
| 1852    | 1867         | Joseph Victor Lecomte     |                      | Avocat, juge au Tribunal civil de Chaumont |
| 1867    | 1871 (décès) | Charles Beaudouin         |                      | Colonel du 15e régiment d'artillerie, puis Général |
| 1871    | 1880         | Charles Maure             | Droite               | Conseiller à la Cour d'appel de Nancy |
| 1880    | 1892         | Paul Claudel              | Républicain (Droite) | Avocat, maire de Romain-sur-Meuse |
| 1892    | 1897 (décès) | Théodore Régnault         | Rad.                 | Juge de paix à Neufchâteau (Vosges) |
| 1897    | 1898         | Paul Claudel              | Républicain (Droite) | Avocat, maire de Romain-sur-Meuse |
| 1898    | 1904         | Alfred Lamarche           | Rad.                 | Propriétaire, maire de Malaincourt |
| 1904    | 1919         | Arthur Charles Dessoye    | Républicain          | Propriétaire, industriel, journaliste et écrivain Maire de Breuvannes, conseiller d'arrondissement du canton de Clefmont (1901-1904) Député (1906-1919) Ministre (juin 1914) |
| 1919    | 1922         | Emile Telliez (1867-1923) | Rad.                 | Notaire, maire de Bourmont, conseiller d'arrondissement |
| 1922    | 1928         | Eugène Bécus              | Rad.                 | Négociant à Illoud, conseiller d'arrondissement |
| 1928    | 1940         | Emile Moreau              | URD                  | Vétérinaire Maire de Huilliécourt Nommé conseiller départemental en 1943 |
|         |              |                           |                      | |
| 1945    | 1987 (décès) | Raymond Boin              | Rad. puis UDF-Rad.   | Médecin Sénateur (1961-1974) Maire de Bourmont (1965-1987) |
| 1987    | 2015         | André Deguis              | PS                   | Enseignant, maire de Bourmont (1989-2014) |

## Composition
Le canton de Bourmont regroupait 25 communes et comptait 3 518 habitants (recensement de 1999 sans doubles comptes).
| Communes                   | Population (2012) | Code postal | Code Insee |
| -------------------------- | ----------------- | ----------- | ---------- |
| Bourg-Sainte-Marie         | 110               | 52150       | 52063      |
| Bourmont                   | 533               | 52150       | 52064      |
| Brainville-sur-Meuse       | 81                | 52150       | 52067      |
| Champigneulles-en-Bassigny | 58                | 52150       | 52101      |
| Chaumont-la-Ville          | 112               | 52150       | 52122      |
| Clinchamp                  | 118               | 52700       | 52133      |
| Doncourt-sur-Meuse         | 44                | 52150       | 52174      |
| Germainvilliers            | 88                | 52150       | 52217      |
| Goncourt                   | 317               | 52150       | 52225      |
| Graffigny-Chemin           | 212               | 52150       | 52227      |
| Hâcourt                    | 33                | 52150       | 52234      |
| Harréville-les-Chanteurs   | 303               | 52150       | 52237      |
| Huilliécourt               | 143               | 52150       | 52243      |
| Illoud                     | 322               | 52150       | 52247      |
| Levécourt                  | 107               | 52150       | 52287      |
| Malaincourt-sur-Meuse      | 52                | 52150       | 52304      |
| Nijon                      | 67                | 52150       | 52351      |
| Outremécourt               | 102               | 52150       | 52372      |
| Ozières                    | 53                | 52700       | 52373      |
| Romain-sur-Meuse           | 147               | 52150       | 52433      |
| Saint-Thiébault            | 279               | 52150       | 52455      |
| Sommerécourt               | 76                | 52150       | 52476      |
| Soulaucourt-sur-Mouzon     | 92                | 52150       | 52482      |
| Vaudrecourt                | 44                | 52150       | 52505      |
| Vroncourt-la-Côte          | 25                | 52240       | 52549      |

## Démographie
| 1962  | 1968  | 1975  | 1982  | 1990  | 1999  | 2009  |
| ----- | ----- | ----- | ----- | ----- | ----- | ----- |
| 4 362 | 4 768 | 4 537 | 4 196 | 3 906 | 3 518 | 3 387 |